# Палеоніскоподібні
Палеоніскоподібні (Palaeonisciformes) — викопний ряд променеперих риб підкласу Хрящові ганоїди (Chondrostei), що мешкав у другій половині палеозою, протягом всього мезозою та вимер у кінці крейдяного періоду. Ця група охоплює широкий спектр видів, різних форм і розмірів, які колонізували прісні водойми та моря по всьому світу. Більшість з цих видів досі мало вивчені.

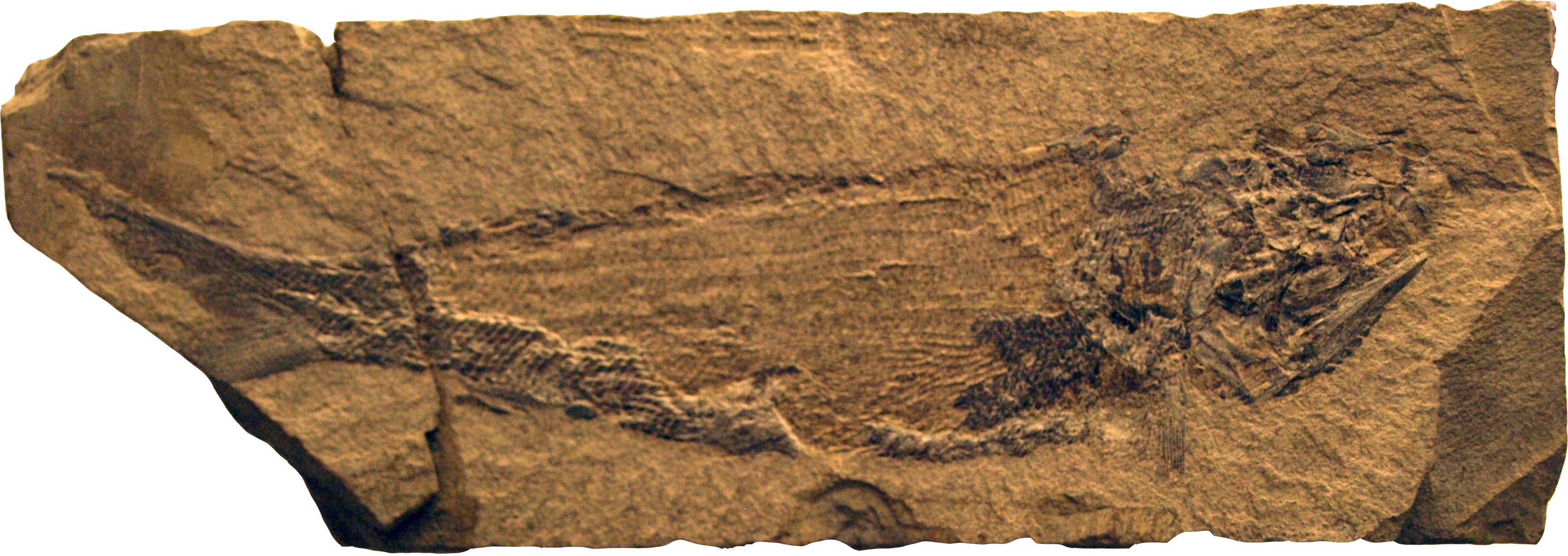
Скам'янілість Palaeoniscus freieslebeni

Це неприродна, парафілетична група. Традиційно в цей ряд об'єднують більшість палеозойських променеперих риб, крім тих, що віднесені до інших існуючих груп цього класу. Найдавнішим представником ряду є Andreolepis hedei, що мешкав 420 млн років тому. Він є також одним з найдавнішим представником променеперих риб. Його скам'янілі рештки знаходять у Прибалтиці (Росія, Швеція, Естонія, Латвія).

## Опис

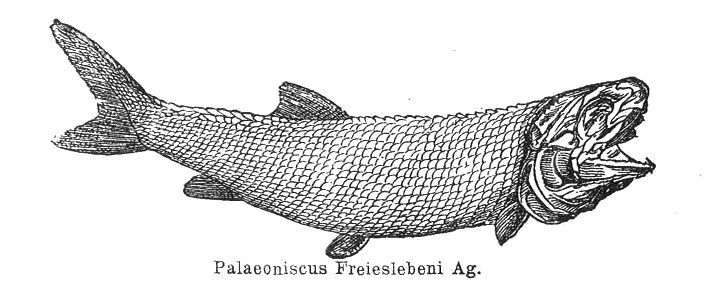
Художня реконструкція Palaeoniscus freieslebeni

Палеоніскоподібні в цілому були досить довготілими, вугреподібної форми. Для них була характерна товста ганоїдна луска, яскраво виражений гетероцеркальний хвіст і членисті покривні промені плавців. Довга верхньощелепна кістка була міцно пов'язана з щокою, тіла хребців не окостенілі. Предки палеоніскоподібних точно не встановлені. Від палеоніскоподібних відбулися всі інші групи променеперих риб, у тому числі нині існуючі.